# Angela Little
Angela Little (ur. 22 lipca 1972) – amerykańska modelka oraz aktorka.
Angela urodziła się w 1972 roku w Albertville w stanie Alabama. W 1998 roku pozowała na sierpniową okładkę magazynu Playboy. W ciągu następnych miesięcy wystąpiła w filmach wideo nakręconych przez magazyn, a także przez pięć następnych lat pozowała do rozkładówki Playboya.
Po zakończeniu kontraktu z Playboyem, rozpoczęła karierę aktorską, występując m.in. w takich filmach jak Godziny szczytu 2 oraz American Pie: Wakacje. Wystąpiła także epizodyczne role w serialach Dowody zbrodni, Bez skazy, Detektyw Monk oraz CSI: Kryminalne zagadki Las Vegas.
20 sierpnia 2005 roku poślubiła muzyka Andy’ego Mackenzie, z którym wspólnie wychowuje córkę (urodzoną 29 października 2005 roku).

## Filmografia
- 2001 – Godziny szczytu 2
- 2005 – American Pie: Wakacje
- 2006 – Dowody zbrodni (gościnnie)
- 2007 – Detektyw Monk (gościnnie)